# تكانت
تكانت هي جماعة قروية تابعة إدارياً لدائرة بويزكارن بإقليم كلميم ضمن جهة كلميم واد نون جنوب المغرب. تقع على الطريق الوطنية رقم 1، وتبعد عن مدينة كلميم بـ 30 كلم، وهي تضم 3630 نسمة يعيشون في 666 أسرة، حسب الإحصاء العام للسكان والسكنى لسنة 2014. كما أن الجماعة تزخر بموارد مائية مهمة توفرها العين الموجودة بأيت أوفلا بمصب يمتد إلى حدود الأراضي الفلاحية التي تستغلها الساكنة.

## إحصاء عام
| السنة | عدد السكان | عدد الأسر | عدد الأجانب |
| ----- | ---------- | --------- | ----------- |
| 1994  | 5380       | 413       | °°°°        |
| 2004  | 3343       | 545       | 1           |
| 2014  | 3630       | 666       | 6           |

## دواوير الجماعة
تتكون جماعة تكانت من 7 دواوير:
- إداوسعيد
- إد بلخير
- أيت أوفلا
- الزاوية
- الودادية ( اكي نشانطي)
- تنظافت ووزكان ( تابعان للجماعة)
- اماون وتمسورت.